# Adolfo López Mateos, Huatabampo
Adolfo López Mateos är en ort i Mexiko.   Den ligger i kommunen Huatabampo och delstaten Sonora, i den västra delen av landet, 1 300 km nordväst om huvudstaden Mexico City. Adolfo López Mateos ligger 30 meter över havet och antalet invånare är 206.
Terrängen runt Adolfo López Mateos är platt. Runt Adolfo López Mateos är det ganska tätbefolkat, med 67 invånare per kvadratkilometer. Närmaste större samhälle är Yavaros, 16,7 km sydväst om Adolfo López Mateos. Omgivningarna runt Adolfo López Mateos är i huvudsak ett öppet busklandskap.